# Francisco Figueroa Cervantes
Francisco Figueroa Cervantes (* 11. April 1975 in Jiquilpan de Juárez, Mexiko) ist ein mexikanischer römisch-katholischer Geistlicher und Weihbischof in Zamora.

## Leben
Francisco Figueroa Cervantes nahm vor dem Eintritt in das Priesterseminar zunächst ein Studium am Technologikum in Monterrey auf, um Informatikingenieur zuw erden. Er entschied sich dann für den Weg zum Priesteramt, studierte Philosophie und Theologie am Priesterseminar des Bistums Zamora, für das er am 21. Juni 2003 das Sakrament der Priesterweihe empfing.
Nach weiteren Studien an der Päpstlichen Universität Gregoriana erwarb er 2005 das Lizenziat in Theologie sowie 2007 in Kirchengeschichte. Ab 2008 war er in verschiedenen Gemeinden in der Pfarrseelsorge sowie in der Priesterausbildung tätig. Seit 2018 war er stellvertretender Generalvikar des Bistums Zamora und stellvertretender Kanzler der Diözesankurie.
Am 29. Mai 2021 ernannte ihn Papst Franziskus zum Titularbischof von Lamasba und zum Weihbischof in Zamora. Der Apostolische Nuntius in Mexiko, Erzbischof Franco Coppola, spendete ihm am 28. August desselben Jahres die Bischofsweihe. Mitkonsekratoren waren der Bischof von Zamora, Javier Navarro Rodríguez, und der Bischof von Tampico, José Armando Álvarez Cano.